# Новогодишња прича
Новогодишња прича је југословенски телевизијски филм из 1988. године. Режирао га је Михаило Вукобратовић а сценарио је написао Синиша Павић.

## Улоге
| Глумац                     | Улога   |
| -------------------------- | ------- |
| Властимир Ђуза Стојиљковић | Маринко |
| Розалија Леваи             | Биба    |
| Неда Арнерић               |         |
| Иван Бекјарев              |         |
| Бранко Цвејић              |         |
| Здравка Крстуловић         |         |
| Марко Николић              |         |
| Јелица Сретеновић          |         |
| Власта Велисављевић        |         |